# Max Westerkamp
Max Westerkamp (Tanjung Pura, 8 ottobre 1912 – Enschede, 6 maggio 1970) è stato un hockeista su prato olandese, di ruolo difensore, vincitore del bronzo olimpico a Berlino 1936.

## Palmarès
- Giochi olimpici

Berlino 1936: bronzo.